# Спорное (Сумская область)
Спорное (укр. Спірне) — село,
Ямненский сельский совет,
Великописаревский район,
Сумская область,
Украина.
Код КОАТУУ — 5921286303. Население по переписи 2001 года составляло 280 человек.

## Географическое положение
Село Спорное находится на левом берегу реки Иваны, которая через 3 км впадает в реку Ворскла,
выше по течению на расстоянии в 1,5 км расположено село Копейки,
ниже по течению и на противоположном берегу расположено село Сидорова Яруга.
Рядом проходит автомобильная дорога Т-1705.

## История
За данные земли спорили поселенцы села Ямное и Писаревский помещик, доходило до разборок местного масштаба с применением кулаков и дубин. После ямняне наняли юриста из Питера и отсудили эти земли (соответствующие документы находятся в музее при школе села Ямное). Отсюда и носит своё название село Спорное, и его жители являются выходцами из села Ямное. 

## Экономика
- Агрофирма «Маяк», ООО.

## Объекты социальной сферы
- Школа-садик I ст.